# Wingdings
Wingdings és una sèrie de fonts dingbat que representen lletres com una varietat de símbols. Van ser desenvolupats originalment l'any 1990 per Microsoft combinant glifos de Lucida Icons, Arrows i Stars amb llicència de Charles Bigelow i Kris Holmes. Algunes versions de la cadena de drets d'autor de la font inclouen l'atribució a Type Solutions, Inc., el creador d'una eina que s'utilitza per indicar la font.
Cap dels caràcters es va assignar a Unicode en aquell moment; tanmateix, Unicode va aprovar l'addició de molts símbols als tipus de lletra Wingdings i Webdings a Unicode 7.0.